# Thema Televisión
Thema Televisión, est une chaîne de télévision régionale chilienne.

## Chaînes alliées
| Pays  | Chaîne    |
| ----- | --------- |
| Chili | CNN Chile |